# 2020-as győri időközi polgármester-választás
A 2020-as időközi polgármester-választást 2020. január 26-án tartották Győrben, miután 2019. november 6-án Borkai Zsolt (Fidesz-KDNP) lemondott a polgármesteri pozícióról botránya miatt. Az időközi választást Dézsi Csaba András orvos nyerte meg 56,14 százalékkal.

## Előzmények
2019. október 13-án önkormányzati választások voltak Magyarországon. Borkai Zsolt volt győri polgármester a választások előtt pár héttel egy szexbotrányba keveredett. Videók és fényképek kerültek ki az internetre egy horvátországi orgiáról, ahol a baráti körével egy luxusjachton szexelnek prostituáltakkal. Ezt követően a győri korrupciós esetek is napvilágra kerültek. Jelenleg is tartanak a nyomozások.
Borkai Zsolt (Fidesz-KDNP) kihívója az önkormányzati választásokon Glázer Tímea (Momentum-DK-MSZP-Jobbik-LMP), Kovács László, (Civilek Győrért) és Balla Jenő (Összefogás Győrért Egyesület) volt. 
| Polgármester-jelölt | Jelölő szervezet(ek)         | Százalék (%) | Szavazatok száma |
| ------------------- | ---------------------------- | ------------ | ---------------- |
| Borkai Zsolt        | Fidesz-KDNP                  | 44,32        | 19 308           |
| Glázer Tímea        | Momentum-DK-MSZP-Jobbik-LMP  | 42,83        | 18 662           |
| Kovács László       | Civilek Győrért              | 8,49         | 3700             |
| Balla Jenő          | Összefogás Győrért Egyesület | 4,36         | 1 898            |

## Következmények
A választási eredményt látva Borkai Zsolt népszerűsége nagyot zuhant, viszont még ennek ellenére is meg tudta védeni polgármesteri pozícióját. 
2019. október 15-én Borkai Zsolt kilépett a Fideszből, kijelentette, hogy függetlenként fogja tovább vezetni a várost. Végül 2019. november 6-án nyílt levélben tájékoztatta a győrieket, hogy november 8-ai hatállyal lemond polgármesteri megbízatásáról. Ezt követően a november 7-ei alakuló ülésen botrány alakult ki a győri városházán, mivel sokan úgy gondolták, hogy Borkainak csak annyi volt a célja a rövid polgármesterkedéssel, hogy a várost átjátssza a Fidesznek.
2019. november 15-én a választási bizottság kiírta az új polgármester választást 2020. január 26-ra.

## Jelöltek
December folyamán az ellenzék a helyi MSZP elnökét és önkormányzati képviselőjét, Pollreisz Balázst, míg a kormányzópártok a helyi kardiológia főorvosát és egyben a Fidesz önkormányzati képviselőjét, dr. Dézsi Csaba Andrást jelölték. E két jelölt mellett indult még Balla Jenő, Géber József (Mi Hazánk), Kirchfeld Mária és Hajnal János is.

## Kampány
A kampány decemberben indult, a várost ellepték a plakátok. A plakátok mellett a jelöltek rengeteg fórumot is tartottak a városban. A kormánypártok jelöltje mellett maga az országgyűlés elnöke, Kövér László kampányolt, míg az ellenzéki jelölt mellett Budapest főpolgármestere, Karácsony Gergely és Hódmezővásárhely polgármestere, Márki-Zay Péter is kampányolt. 

## Programok
| Polgármester-jelölt    | Jelölő szervezet(ek)                  | Program                            |
| ---------------------- | ------------------------------------- | ---------------------------------- |
| Dr. Dézsi Csaba András | Fidesz-KDNP                           | Szívügyünk Győr                    |
| Pollreisz Balázs       | Momentum-DK-MSZP-Jobbik-LMP-Párbeszéd | Tiszta város! Tiszta jövő!         |
| Balla Jenő             | Összefogás Győrért Egyesület          | Győr a győrieké, és nem a pártoké! |
| Géber József           | Mi Hazánk Mozgalom                    | Géber József programja             |
| Kirchfeld Mária        | Független                             | Nem publikált                      |
| Hajnal János           | Független                             | Nem publikált                      |

## Részvétel
| 07:00-ig | 09:00-ig | 11:00-ig  | 13:00-ig  | 15:00-ig  | 17:00-ig  | 18:30-ig  | Összesen  |
| -------- | -------- | --------- | --------- | --------- | --------- | --------- | --------- |
| 854 fő   | 5323 fő  | 15 110 fő | 23 168 fő | 30 680 fő | 38 289 fő | 41 909 fő | 42 943 fő |
| 0,84%    | 5,24%    | 14,87%    | 22,8%     | 30.19%    | 37,68%    | 41,24%    | 42,25%    |

## Eredmények
A választás eredményei 100%-os feldolgozottságnál. Győr következő polgármestere Dézsi Csaba András.
| Polgármester-jelölt    | Jelölő szervezet(ek)                  | Százalék (%) | Szavazatok száma |
| ---------------------- | ------------------------------------- | ------------ | ---------------- |
| Dr. Dézsi Csaba András | Fidesz-KDNP                           | 56,14%       | 23 932           |
| Pollreisz Balázs       | Momentum-DK-MSZP-Jobbik-LMP-Párbeszéd | 39,05%       | 16 646           |
| Balla Jenő             | Összefogás Győrért Egyesület          | 2,17%        | 923              |
| Géber József           | Mi Hazánk Mozgalom                    | 1,28%        | 546              |
| Hajnal János           | Független                             | 0,76%        | 325              |
| Kirchfeld Mária        | Független                             | 0,6%         | 257              |